# Harry Enfield
Harry Enfield, właśc. Henry Richard Enfield (ur. 30 maja 1961 w Horsham) – brytyjski komik, pisarz oraz reżyser, laureat nagrody BAFTA.

## Filmografia

### Aktor
- od 2016: The Windsors jako Charles[1]
- 2012: Acts of Godfrey jako Vic/Malcom
- 2007: Adventures of Young Indiana Jones: Espionage Escapades jako Julio (szofer)
- 2006: Panna Marple: Zatrute pióro jako Richard Symmington
- 2004: Ząb jako Korek
- 2004: Wojak Churchill
- 2004: Ultimate Pop Star jako Dave Nice
- 2001: We Know Where You Live jako Nicey/Frank
- 2000: Chłopaki na Ibizie jako Kevin
- 1999: Nearly Complete and Utter History of Everything jako Tim Nice-But-Dim
- 1998: Zakochani rywale jako Kościelny
- 1994: Smashey and Nicey: the End of an Era jako Dave Nice
- 1993: Comic Relief: The Invasion of the Comic Tomatoes jako Smashie
- 1991: Comic Relief jako Dave 'Nicey' Nice
- 1989: Norbert Smith, a Life jako sir Norbert Smith
- 1988: Hysteria! Hysteria! Hysteria! jako Stavros

### Głosy
- 2004: Stella Street jako narrator
- 1993: Bob’s Birthday
- 1988: Czarna Żmija: Nonszalanckie lata jako narrator

### Scenarzysta
- 2000: Chłopaki na Ibizie
- 1994: Smashey and Nicey: the End of an Era
- 1989: Norbert Smith, a Life

### Producent
- 2000: Chłopaki na Ibizie